# La vamos a liar!!
La vamos a liar!! es el título del decimotercer álbum del grupo de rock español Porretas. Se publicó el 26 de febrero de 2013 a través del sello discográfico Maldito Records.
Es el primer trabajo de la banda grabado sin la presencia de "Rober", vocalista y guitarrista del grupo que falleció en julio de 2011 debido a un cáncer de colon, dos meses después de la salida del anterior álbum 20 y serenos.

## Lista de canciones
1. Tengo que entrenar
2. Tripis
3. No me mires que no te oigo
4. Soñé
5. El gran engaño
6. La vamos a liar
7. Volverán
8. Me levanto de nuevo
9. Pijota calvorota
10. To' palante
11. Yo no he sido

Bonus tracks (CD)
1. La Trini Robinson
2. Casi lo mato

Bonus tracks (Edición digital)
1. Cuando sales con los colegas
2. Siempre acabas igual

## Formación
- Pajarillo: bajo y voz.
- El Bode: guitarra y voz.
- Manolo: guitarra.
- Luis: batería.